# Гнев земли
«Гнев земли» (англ. Something Beneath) — канадский фильм ужасов 2007 года. Режиссёр фильма Дэвид Уиннинг, сценаристы Марк Мулин и Этли Энн Вейр. Продюсировали фильм Линкольн Лагесон, Роберт Холми мл. и др.
Слоган фильма: «Зло скрывается в самых невероятных местах».
Главную роль исполнил актёр Кевин Сорбо. Съёмки фильма проходили в США, мировая премьера фильма была 26 апреля 2007 года в Штатах. В России фильм выходил на DVD. Первая дата релиза: 9 октября 2008 года.

## Сюжет
На стройке будущего конференц-центра происходят странные события: погибает при непонятных обстоятельствах рабочий. При этом наблюдается резкий рост токсичности почвы в зоне строительства, что приводит к ухудшению экологической обстановки. Однако владелец отказывается прекратить работы, и через год во вновь отстроенном отеле «Седар Гейтс» собираются гости первой конференции «За чистую планету».
Руководить конференцией поручено священнику-миссионеру Дугласу Мидлтону, координатором назначена Кейли Спейс. Организационные вопросы решаются по мере поступления, и всё идёт своим чередом. Однако выясняется, что основной докладчик конференции Юджин Феорман куда-то неожиданно исчез. Не обнаруживается он и утром, в результате чего Кейли обращается к полицейскому Дедмаршу Джексону, приставленному следить за порядком в рамках экологической конференции. Пытаясь найти пропавшего докладчика, Дедмарш и Кейли вскрывают его номер в отеле, однако, обнаруживают там работающих сантехников, которые сообщают, что в канализации поломка неизвестного происхождения.
Через некоторое время в лесу неподалёку полицейские находят труп Юджина с неестественно вытянутым лицом. Но на этом череда трагических событий только начинается. Гламурная гостья конференции Микела Стровски, регулярно фиксирующая на видео собственные впечатления, оказывается жертвой зловещих галлюцинаций, которые и её приводят к самоубийству.
Сотрудник Кейли Элвин Саймс докладывает владельцу отеля, что события принимают неблагоприятный оборот, однако, тот приказывает сохранять в тайне все произошедшие события, дабы не испортить видимость благополучия намеченного мероприятия. Кейли получает распоряжение сообщить о случившемся только местному полицейскому Дедмаршу и не допустить преждевременной огласки. Она спускается в подвальное помещение, где на лицо ей капает странная чёрная жидкость, после чего вместо сбежавшей ранее от покойной Микелы маленькой собачки Клео координатору мерещится злой пёс-волкодав, точно такой, какой был когда-то в её детстве у соседа, и искусавший двадцать лет назад детей, игравших в развалинах старой часовни. Единственным, кто поверил в то, что Кейли не просто привиделся страшный пёс из её прошлого, был священник Даг Мидлтон.
Тем временем отсутствие воды в канализации и появление чёрной жидкости вместо неё в кранах не способствует благополучному прохождению конференции, и гости постепенно начинают покидать отель. Пара сантехников получают распоряжение разобраться с проблемой и спускаются в коллектор, чтобы выяснить причину возникновения затора. Но всё та же чёрная слизь, опутавшая собой внутренние конструкции, попадает на кожу людей, после чего тем мерещатся зловещие видения, в итоге ведущие к гибели.
Даг Мидлтон и Кейли, прогуливаясь за беседой в лесу, встречают странного человека, который почему-то убегает от них. Пытаясь выяснить причину столь странного поведения, они двигаются вглубь леса и находят заброшенный гараж, который заперт новым замком. Сломав замок, священник и координатор проникают внутрь помещения, неожиданно оказавшегося вполне жилым и очень похожим на подпольную лабораторию. Оказалось, что в ней обитает некогда известный биолог Уолтер Коннели, ранее занимавшийся вопросом эрозии почв. Он открывает правду о том, что происходит в канализационной системе отеля: строительство центра невольно нарушило природный баланс, и та самая тёмная липкая жидкость, которая на самом деле является живым разумным организмом, перешла в наступление, восприняв развернувшуюся здесь год назад стройку как угрозу.
К аналогичной мысли о том, что неизвестная тёмная субстанция убивает людей, приходит и детектив Дедмарш, ведя расследование причин гибели людей. Вместе с помощником он спускается в коллектор, чтобы получить подтверждение своим догадкам. Туда же приходят священник Мидлтон, координатор Кейли и доктор Коннели. Опыты биолога позволяют утверждать, что новый организм выделяет вещество типа галлюциногена, способное оживлять затаённые человеческие страхи, что и приводит к нарушению психики. Теперь главное понять, как найти общий язык с живой субстанцией, чтобы прекратить кровавые события.
В поисках выхода, люди оказываются в шахте, где наблюдают новый биологический вид во всей красе. Детектив Дедмарш жертвует собой, позволяя выиграть время для остальных. Биолог Коннели оказывается слишком очарован гигантским существом, которое в конце концов поглощает и его самого.
Кейли оказывается на волосок от гибели, но её спасает вера священника Мидлтона и мудрые слова индейцев аджибвэ, которые когда-то произносила её бабушка. Теперь свою миссию Даг Мидлтон будет нести рука об руку с Келли Спейс, ведь они оба понимают смысл индейской молитвы.

## В ролях
- Кевин Сорбо
- Питер Макнилл
- Натали Браун
- Брендан Бейзер
- Фрэнк Эдамсон
- Гордон Тэннер